# 维勒迪贝尔
维勒迪贝尔（法語：Villedubert，法語發音：[vildybɛʁ] ⓘ）是法国奥德省的一个市镇，属于卡尔卡松区。

## 地理
维勒迪贝尔（43°13'51"N, 2°25'17"E）面积3.04 平方千米，位于法国奧克西塔尼大區奥德省，该省份为法国南部沿海省份，北起塔恩省，西北接上加龙省，西接阿列日省，南至东比利牛斯省，东临地中海，东北与埃罗省接壤。
与维勒迪贝尔接壤的市镇（或旧市镇、城区）包括：贝里亚克、布约纳克、卡尔卡松、特雷布、维拉利耶、维勒穆斯托苏。

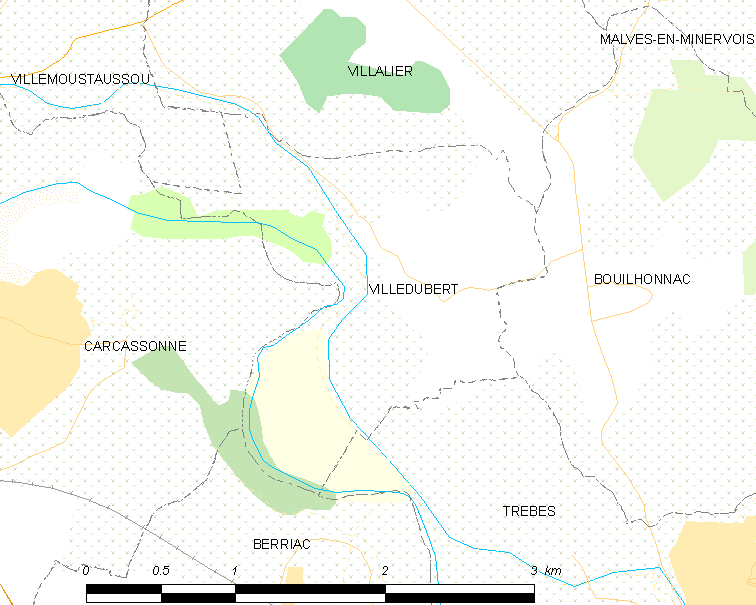
维勒迪贝尔的OSM定位图

维勒迪贝尔的时区为UTC+01:00、UTC+02:00（夏令时）。

## 行政
维勒迪贝尔的邮政编码为11800，INSEE市镇编码为11422。

## 政治
维勒迪贝尔所属的省级选区为亚拉里克山县。

## 人口

1962-2008年间维勒迪贝尔人口变化图示

维勒迪贝尔于2022年1月1日时的人口数量为340人。